# Oxyna aterrima
Oxyna aterrima es una especie de insecto del género Oxyna de la familia Tephritidae del orden Diptera.

## Historia
Doane la describió científicamente por primera vez en el año 1899.